# Świdwin

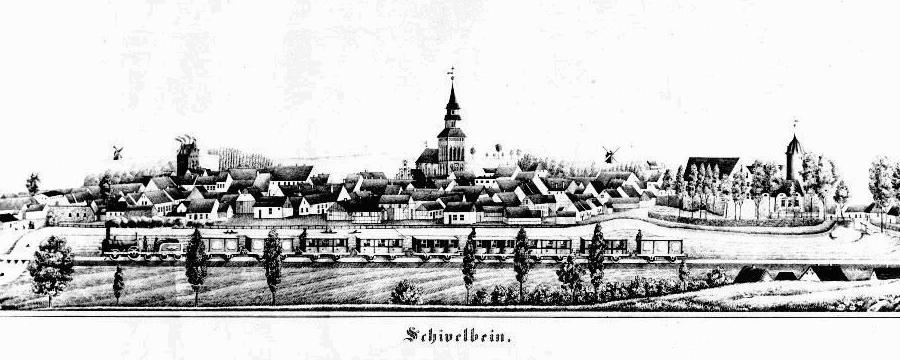
Schivelbein

Świdwin este un oraș în Polonia.